# Alken-Maes

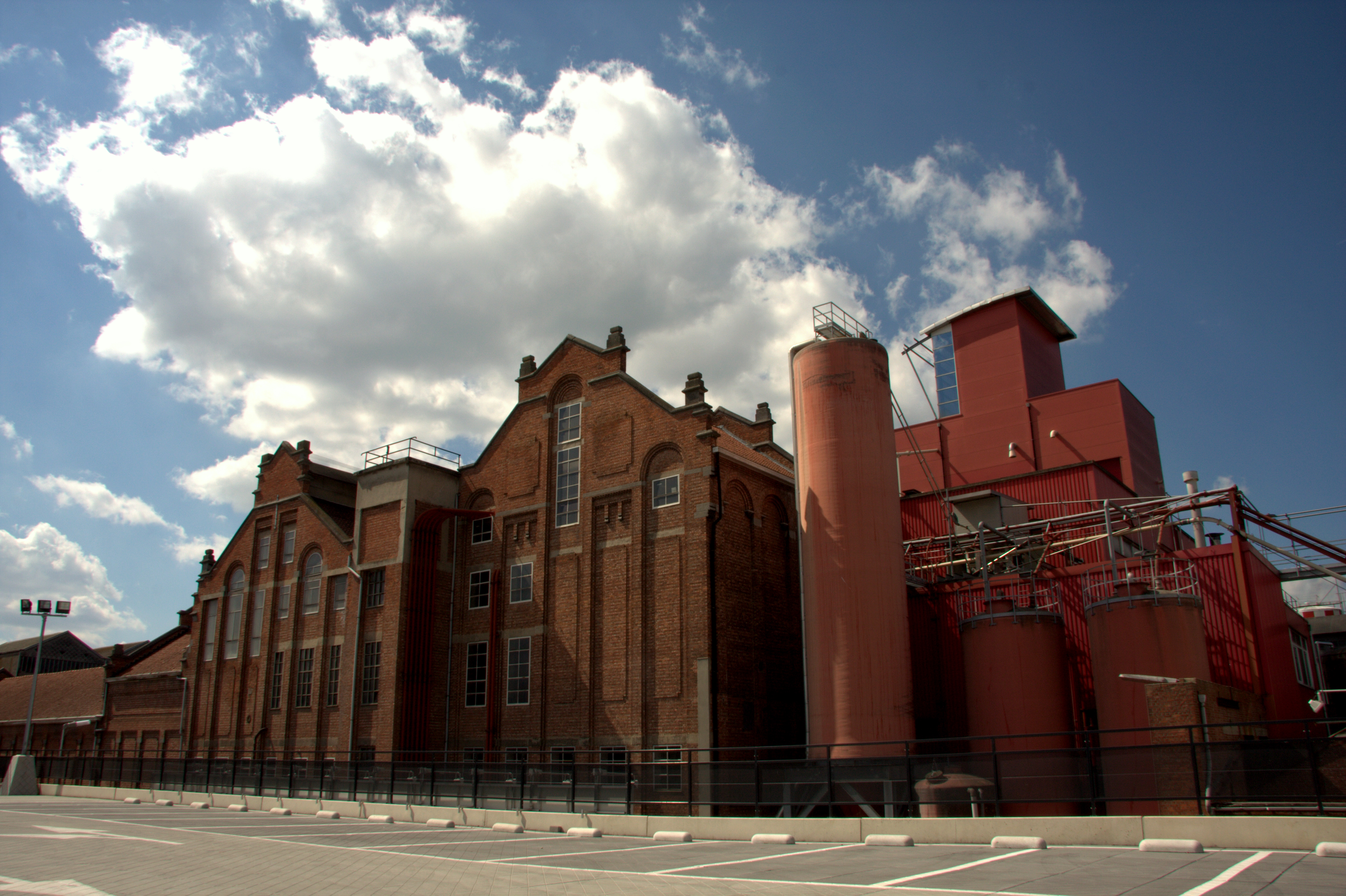
Die Brauerei Alken-Maes in Alken

Alken-Maes ist eine belgische Bierbrauerei mit Firmensitz in Mechelen; sie gehört zum weltweit aufgestellten Brauereiverbund der niederländischen Heineken-Gruppe.

## Geschichte
Die Brauerei wurde 1988 durch den Zusammenschluss der beiden vormals eigenständigen Brauereien Maes (in Waarloos) und Cristal Alken (in Alken) gegründet. Im Jahre 2000 kaufte Scottish & Newcastle die Brauerei – wurde aber selbst 2008 von Carlsberg und Heineken übernommen. Alken-Maes gehört seit dieser Zeit zum Heineken-Konzern.

## Biermarken
- Ciney Blonde (7 %)
- Ciney Brune (7 %)
- Ciney Spéciale (8,5 %)
- Cristal (4,8 %)
- Cristal 1928 (5,8 %)
- Grimbergen Blonde (6,7 %)
- Grimbergen Dubbel (Bruin) (6,5 %)
- Grimbergen Tripel (Blond) (9 %)

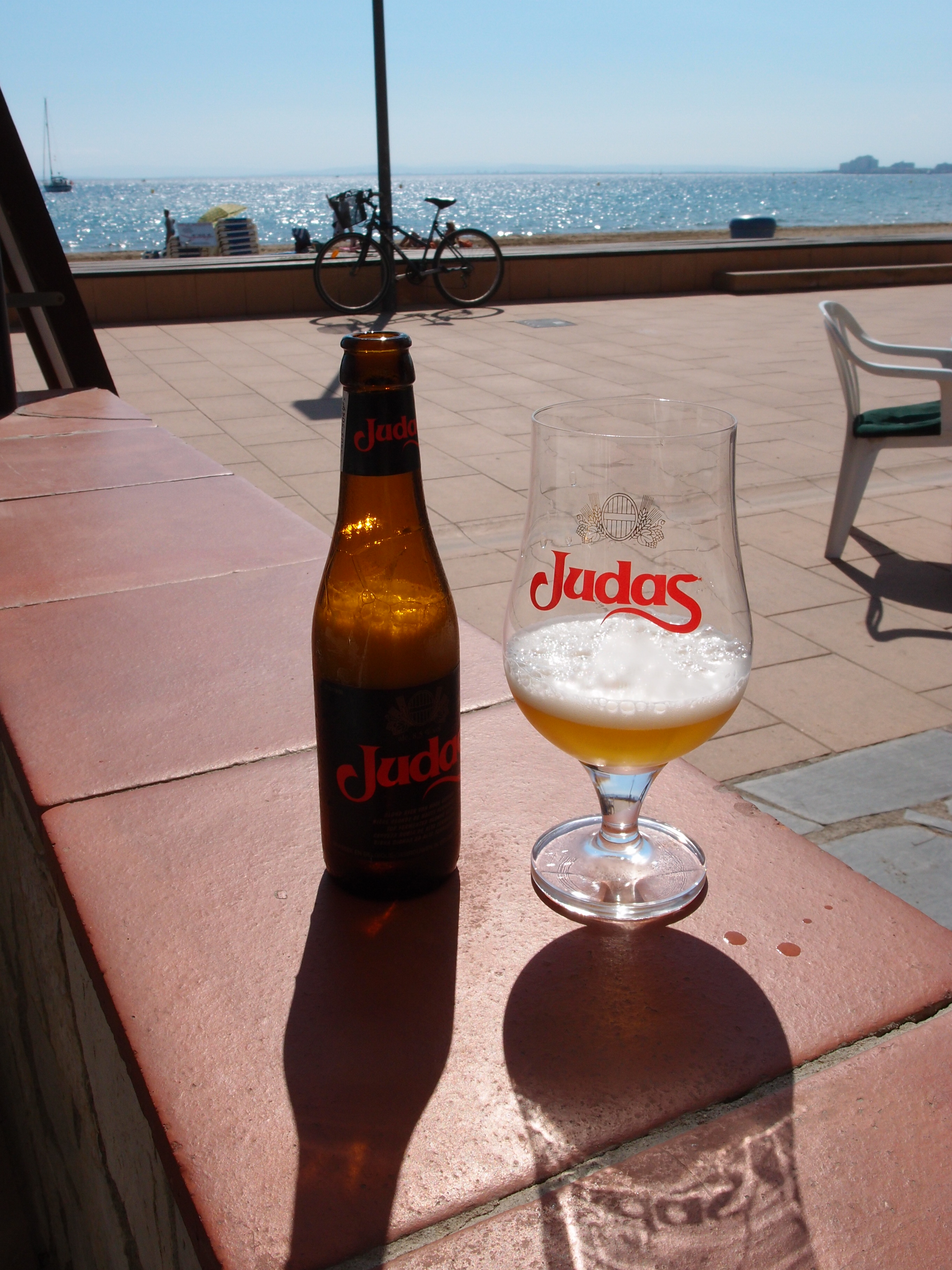
Ein Judas im Originalglas

- Grimbergen Optimo Bruno (Bruin) (10 %)
- Grimbergen Goud (8 %)
- Maes (5,2 %)
- Mort Subite Original Kriek (4,5 %)
- Mort Subite Xtreme Framboise (4,3 %)
- Mort Subite Xtreme Kriek (4,3 %)
- Natural Oude Gueuze (7 %)
- Original Gueuze (4,5 %)

Zudem wird in der Brauerei das obergärige Starkbier Judas gebraut. Es hat einen Alkoholgehalt von 8,5 %. Das Bier ist in der Flasche vergoren und besteht aus Wasser, Malz und Hopfen. Die Farbe ist leicht trüb bernsteinfarben. Optimal ist eine Trinktemperatur zwischen 6 und 8 °C.

## Fotos

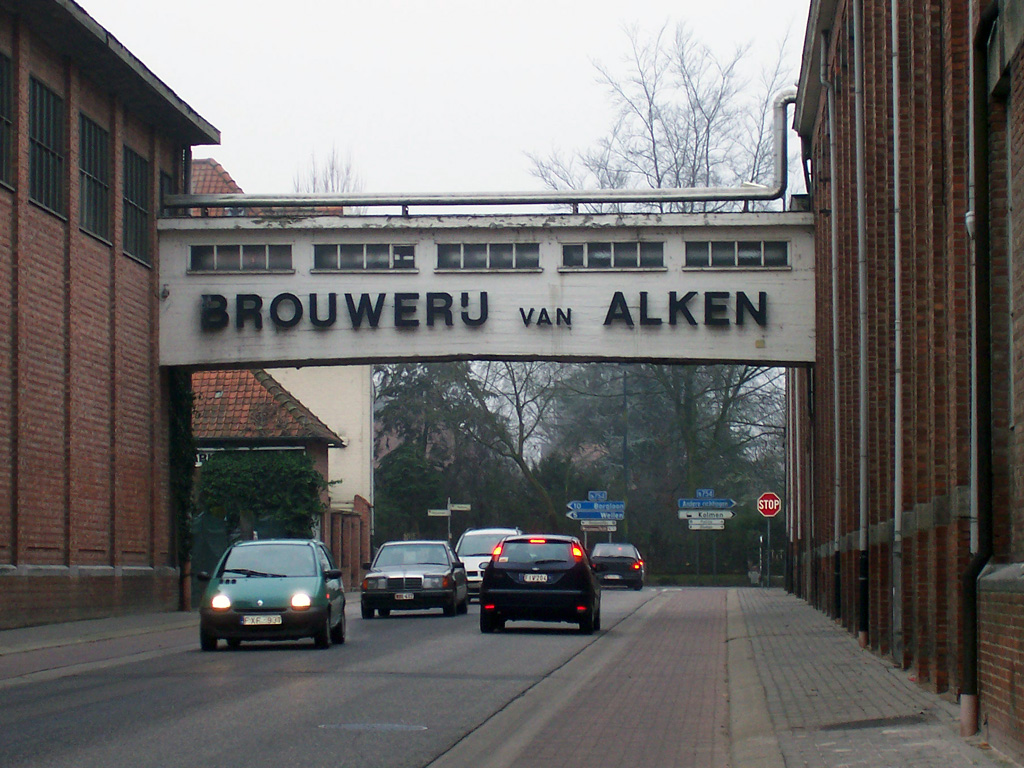
Verbindungsbrücke der Brauerei in Alken
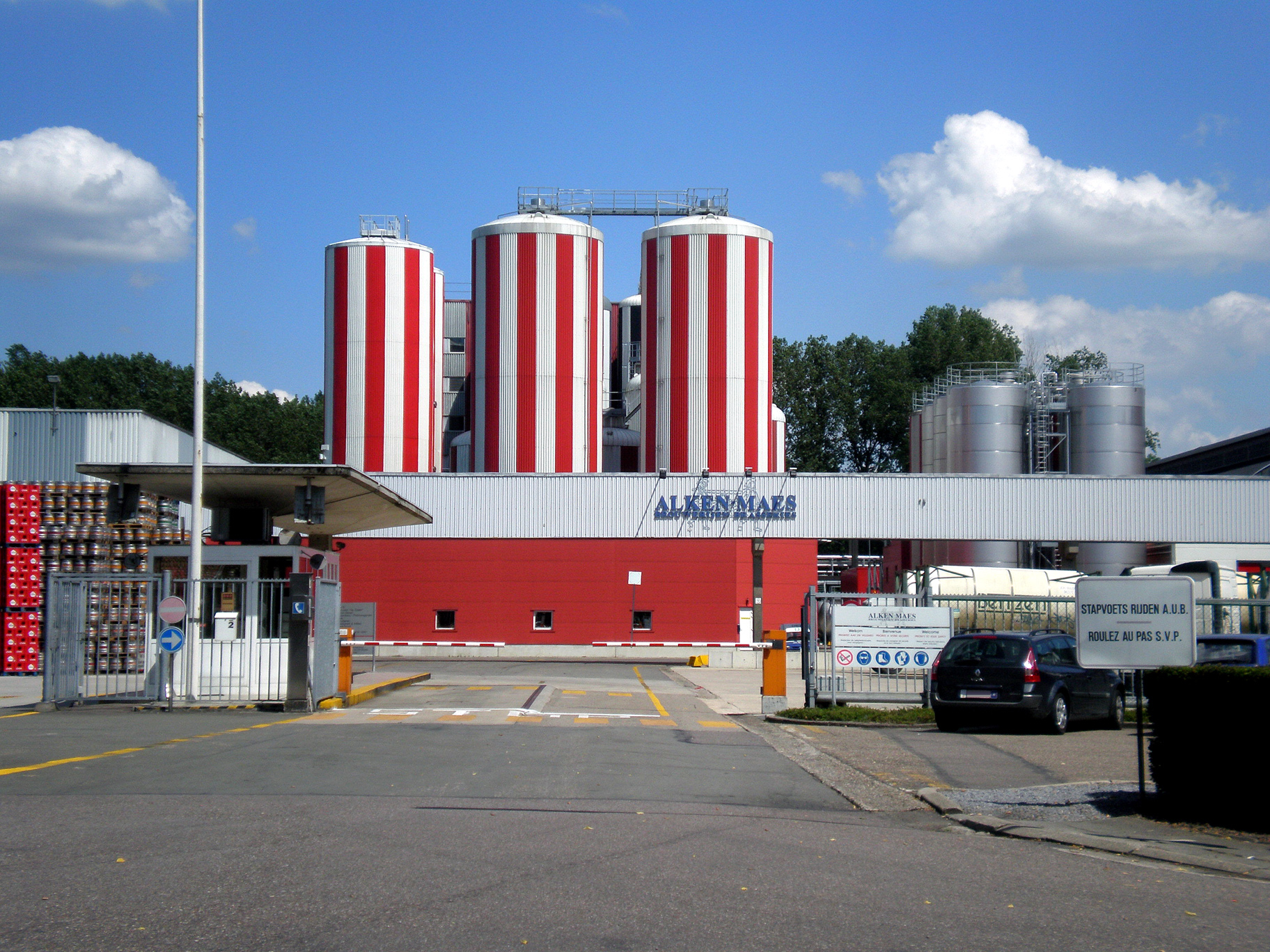
Detailansicht der Brauerei in Alken
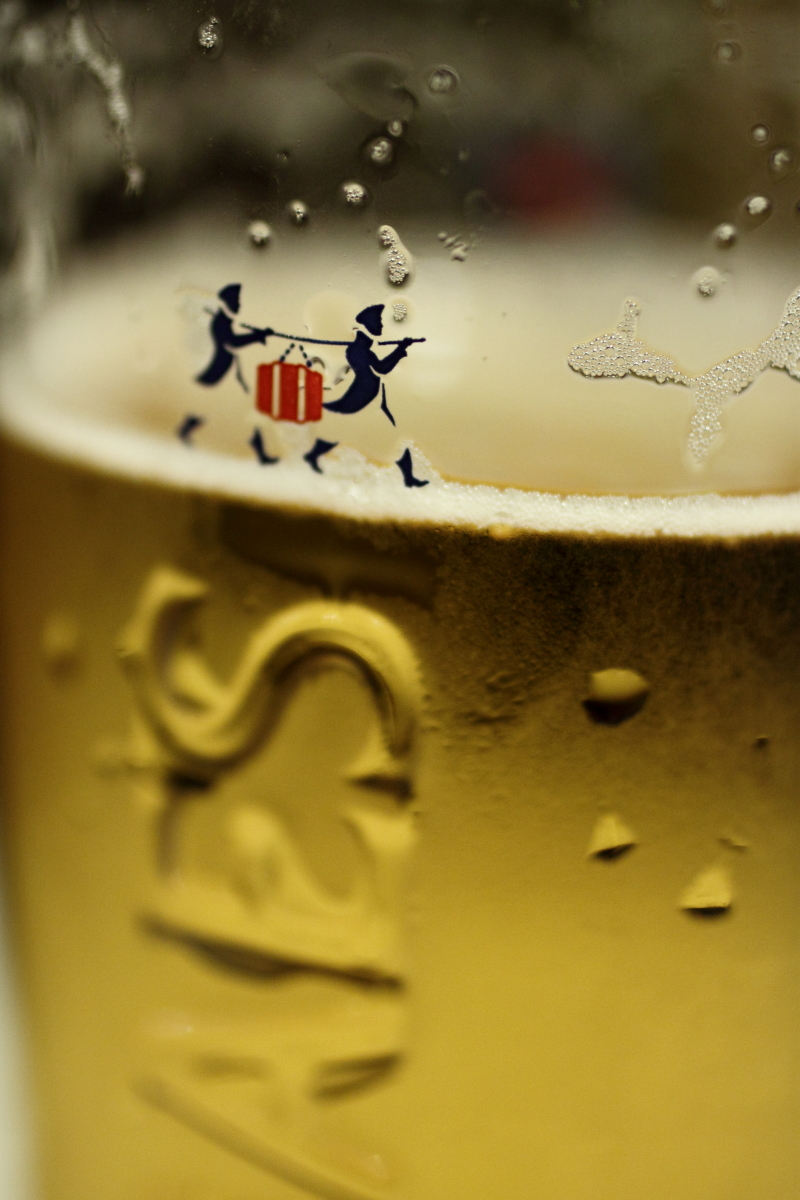
Maes-Logo auf einem Originalglas
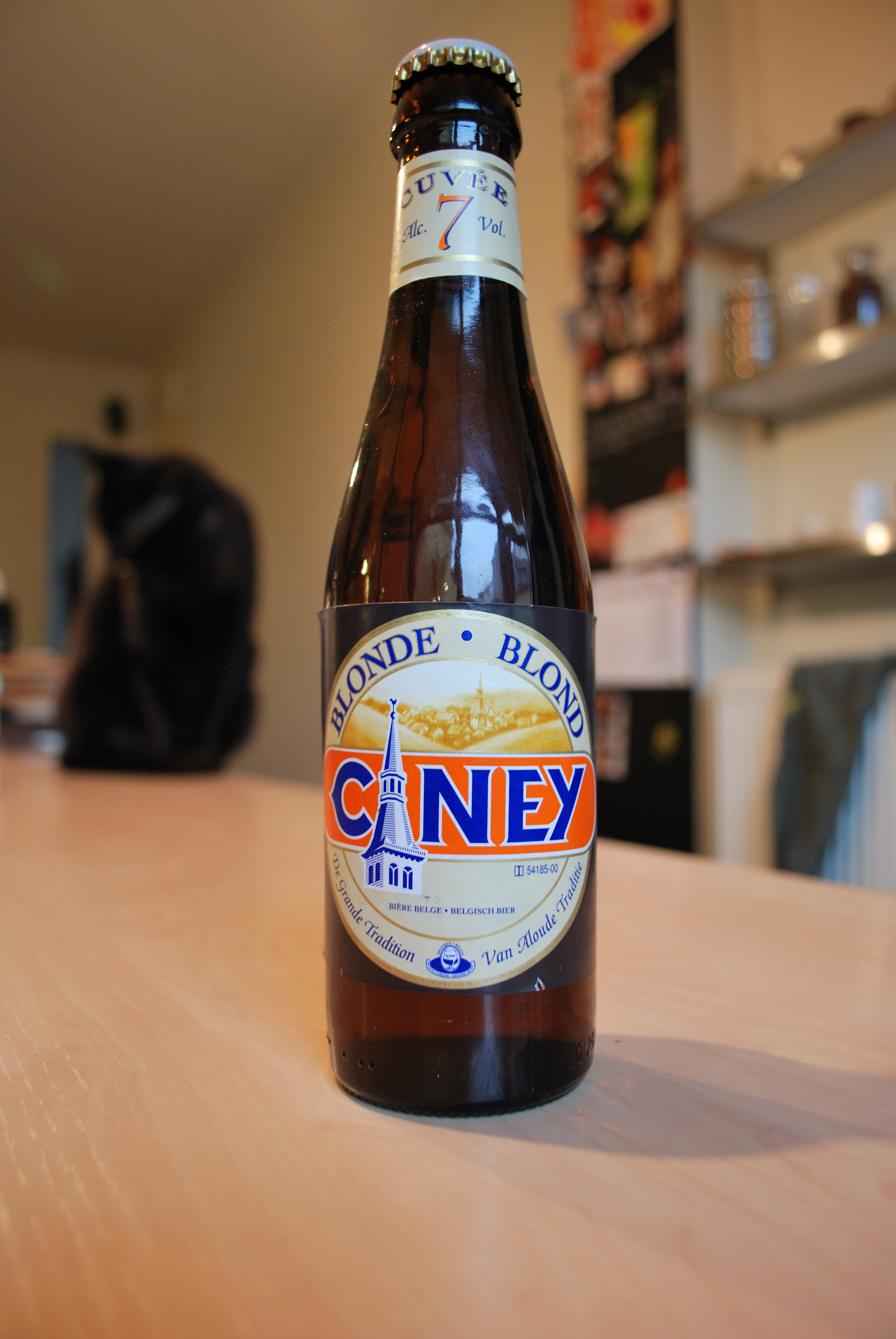
Ciney Blonde